# Aedes longifilamentus
Aedes longifilamentus är en tvåvingeart som beskrevs av Su och Zhang 1988. Aedes longifilamentus ingår i släktet Aedes och familjen stickmyggor. Inga underarter finns listade i Catalogue of Life.